# Убыть
Убы́ть (удм. Ыбыт) — река в Красногорском, Юкаменском и Глазовском районах Удмуртии, левый приток Чепцы (бассейн Волги).

## География

Длина реки 100 км, площадь бассейна 683 км². Берёт исток на Красногорской возвышенности, среди тайги, близ деревни Старое Кычино Красногорского района. Протекает на север, северо-запад и северо-восток, впадает в Чепцу на западной окраине города Глазов.
Река неширокая — в верхнем течении 5-8 м, в средней 10-15 м, в нижнем до 20 м. Скорость течения от 1,4 м/с в верховьях до 0,3 м/с в нижней части. Берега обрывистые, высотой 2-3 м, поросшие кустарником и, местами, лесом. Имеет несколько мелких притоков. В селе Красногорском построен пирс.

## Населённые пункты
На реке расположены населённые пункты Красногорского (Старое Кычино, Красногорское и Зотово), Юкаменского (Кокси, Палагай, Золотарёво) и Глазовского (Удмуртские Ключи, Чура и Нижняя Убыть) районов. Через реку проложено несколько мостов, крупнейшими из которых являются автомобильные в деревнях и сёлах Красногорское, Ново-Кычино, Дёбы, Малый Вениж, Кокси, Палагай, Удмуртские Ключи и Нижняя Убыть и железнодорожный мост у деревни Нижняя Убыть.

## Притоки
(км от устья)
- Селишур (лв)
- Кыпкашур (лв)
- Мэйэшур (пр)
- 30 км: Салшур (пр)
- Голешур (пр)
- Кунян (лв)
- Тулушур (лв)
- Кесшурка (пр)
- Бадеро (лв)
- Иманайка (лв)
- Шур-Шур (пр)
- Венижка (пр)
- Силемка (лв)
- Дебка (лв)
- 82 км: Вожда (пр)
- Сурзя (пр)
- Ягошур (лв)
- Нохринка (лв)
- Вола (лв)